# Брусилов, Станислав Александрович
Станисла́в Александрович Бруси́лов (род. 6 января 1976, Москва) — российский живописец, мастер пейзажа.

## Биография
- С 1987 по 1994 год учился в Московском Академическом Художественном Лицее при МГАХИ им. В. И. Сурикова.
- С 1994 по 2000 год учился в Московском Государственном Академическом Институте им. В. И. Сурикова на факультете живописи в мастерской профессора В. Н. Забелина.
- С 1999 по 2006 год занимался преподавательской деятельностью на кафедре рисунка и живописи факультета прикладного искусства МГТУ им. А. Н. Косыгина и на кафедре рисунка Российского государственного университета туризма и сервиса.
- С 2001 по 2006 год работал в Российской академии художеств. Творческая мастерская живописи академиков А. П. и С. П. Ткачёвых.
- В 1997 году стипендиат Kunstwerk. Стажировка в Академии Художеств г. Карлсруэ, Германия.
- С 2000 года член Московского Союза художников.
- В 2002 году награждён дипломом Союза художников России.
- В 2005 году награждён медалью Союза художников России.
- В 2005 году стал обладатель гранта II Всероссийского конкурса молодых художников им. М. П. Третьякова.
- В 2005 году награждён медалью Всероссийской выставки «Победа».
- В 2006 году был награждён серебряной медалью Российской академии художеств за вклад в изобразительное искусство России.
- В 2008 году награждён дипломом фонда «Культурное достояние».
- В 2010 году получил Благодарственное письмо Государственной Думы Федерального собрания Российской Федерации за персональную выставку «Времена года».
- В 2013 году избран членом-корреспондентом Академии народного искусства России.
- В 2013 году награждён золотой медалью «Талант и призвание» Международного Альянса "Миротворец".
- В 2015 году удостоен Благодарности Министра культуры Российской Федерации и награждён Золотой медалью Союза художников России.
- В 2016 году получил Благодарность Липецкого областного художественного музея.

Является членом Творческого объединения «Новые передвижники». Живет и работает в Москве. Дважды удостаивался стипендии Президента Российской Федерации.

## Выставки
- 1994 — Групповая выставка в г. Базель, Швейцария.
- 1995 — Культурный центр Андалусии,Барселона, Испания.
- 1996 — ЦДХ, Москва.
- 1996 — Ситибанк, Москва.
- 1997 — Художественная Академия г. Штутгарт, Германия.
- 1999, 2000, 2001, 2002 — Арт-Экспо, Нью-Йорк, США.
- 1996, 1997, 1998, 1999, 2000, 2001, 2002, 2003 — Малый Манеж, Москва.
- 2000 — Групповая выставка Московского Союза художников в ЦДХ, Москва.
- 2001 — Всероссийская Молодёжная Выставка, ЦДХ, Москва.
- 2003 — Ретроспективная выставка 70 лет МОСХ, Большой Манеж, Москва.
- 2003 — ЦДХ, Москва.
- 2004 — Галерея «Walls», Wilmington, США.
- 2004 — Выставка Всероссийского конкурса молодых художников, Государственная Третьяковская галерея, Москва.
- 2005 — Групповая выставка в Московской Мэрии.
- 2005 — Групповая выставка в Южной Корее.
- 2005 — Персональная выставка в Министерстве Иностранных Дел России.
- 2005 — Персональная выставка в Московской Мэрии.
- 2006 — Персональная выставка в банковско-деловом центре «Капитал Плаза».
- 2006 — Юбилейная выставка финалистов третьего Всероссийского конкурса молодых художников им. П. М. Третьякова в ГТГ, посвящённая 150-летию Третьяковской Галереи.
- 2006 — Выставка «Братья Ткачёвы и их ученики», Галерея СОВКОМ, Москва.
- 2006 — Персональная выставка в банковско-деловом центре «Централ Сити Тауэр», Москва.
- 2006 — Персональная выставка в банке «Солидарность», Самара.
- 2007 — Персональная выставка в банке «Транскредит», Москва.
- 2008 — Выставка «Московское гостеприимство», Большой Манеж, Москва.
- 2009 — Персональная выставка в Московской Городской Думе.
- 2009 — Выставка «Зимняя сказка», Галерея «Les Oreades»
- 2010 — Персональная выставка в Национальном банке Траст, Москва.
- 2010 — Независимый Строительный Банк, Москва.
- 2010 — Персональная выставка «Времена года» в Государственной Думе Федерального собрания Российской Федерации.
- 2010 — Выставка «Три цвета реальности» в Банке «Абсолют».
- 2010 — Выставка «Палитра реальности» в ТрансКредитБанке.
- 2011 — Выставка «Палитра реальности» Творческого объединения «Новые передвижники» при поддержке ТрансКредитБанка в городах Саратов и Новосибирск.
- 2011 — Выставка «Оранжевое настроение» Творческого объединения «Новые передвижники» в Банке Абсолют.
- 2011 — Персональная выставка в бизнес-центре «Романов Двор».
- 2013 — Персональная выставка в Дипломатической Академии Министерства иностранных дел.
- 2013 — Персональная выставка в Академии управления МВД России.
- 2014 — Персональная выставка В Русском Культурном Центре (Пекин, Китай).
- 2015 — Выставка «Крымские истории. Избранное» Творческого объединения «Новые передвижники» в Министерстве Культуры Российской Федерации.
- 2015 — Выставка «Крымские истории. Избранное» Творческого объединения «Новые передвижники» в Общественной Палате Российской Федерации.
- 2015 — Выставка, посвящённая 70-летию Победы в Великой Отечественной войне (Академия управления МВД России).
- 2015 — Выставка, посвящённая 70-летию Победы в Великой Отечественной войне (Академия ФСБ России).
- 2016 — Выставка «Ленинград Непобеждённый» (Представительство Правительства Санкт-Петербурга в Москве).
- 2016 — Выставка «Новеллы на холсте» в Липецком областном художественном музее и Картинной галерее им. Н.А.Сысоева (пгт Лев Толстой).
- 2016 — Выставка «Открытый урок - 2016» в Центральном доме художника.

## Дополнительная информация
Картины находятся в: Самарском Художественном музее, Липецком областном художественном музее, коллекциях банка Citibank Москвы и Лондона, банка Bank of Hawaii, Российской академии медицинских наук, Академии им. И. М. Сеченова, Московской Патриархии, в коллекции компании «Сургутнефтегаз», Московской Городской Думе, в музеях, галереях и частных коллекциях России и более двадцати стран мира.

## Публикации
1. Альбом «Избранные работы Московского Государственного Академического художественного института им. В.И. Сурикова. Рисунок». — Москва, 2000. — С. 22, 41, 47, 57. — ISBN 7-5305-14-13-X J-1413.
2. Репортаж о выставке С. Брусилова в «Walls Gallery» (Северная Каролина, США) // Журнал «Plein Air». — октябрь 2004. — С. 44.
3. Amy Hotz. Impressions from another world from Russia with brushes // «Currents» (США). — July 22 2004. — С. 26.
4. В. Манин. "Пейзаж. Русская живопись. Большая коллекция". — Белый город, 2004. — ISBN 5-7793-0814-4.
5. Картина «Спас-Темня» (недоступная ссылка — история) // Журнал “Третьяковская галерея». — апрель 2005. — № 34. — С. 111.
6. Каталог II  Всесоюзного конкурса молодых художников им. П.М. Третьякова. — Москва: "СканРус", 2005.
7. Елена Широян. «Под крылом у Третьякова» (недоступная ссылка — история) // Газета «Культура». — 2005. — № 35 (7494).
8. А.Ю. Астахов. "1000 русских художников". — Москва: Белый город, 2006. — ISBN 5-7793-1000-9.
9. А.П. Ткачёв, С.П. Ткачёв, В. Калашников. Персональный альбом художника Станислава Брусилова. — Москва: "Домино", 2006.
10. Каталог III Всероссийского конкурса молодых художников им. П.М. Третьякова. — Москва: «СканРус», 2006. — С. 14.
11. Наталья Эскина. «Русский реализм жив» // Газета «Волжская Коммуна».
12. Владимир Рябин. «Молод и талантлив» // Газета «Самарские известия». — 15 декабря 2006.
13. Рита Кочубеевская. «Поэзия русской природы» // Газета «Время». — 18 декабря 2006.
14. Светлана Зацепина. «Классика жанра» // Газета «Время». — 18 декабря 2006.
15. Альманах «Художники Москвы» №7. — Москва: «Живопись-инфо», 2007. — С. 5—7. — ISBN 5-901270-03-7.
16. Геннадий Пронченко. Галерея «Солидарности» // Журнал  «Самара». — январь 2007.
17. «Энциклопедия живописцев начала XXI». — Москва, 2007. — С. 36,37. — ISBN 978-5-9900524-5-1.
18. Наталья Эскина. «Солидарность» солидарна с художественным музеем // Газета «Волжская коммуна». — 19 апреля 2007. — № 69(25867).
19. А.Ю. Астахов. "Портрет. Русская живопись. Большая коллекция". — Москва: Белый город, 2008. — ISBN 5-7793-0800-0.
20. М. Чагодаев. «Мастер класс» // Газета «Новости МСХ». — 2008. — № 8. — С. 1.
21. С.А. Лаврова. «Царство Флоры». — Москва, 2009. — ISBN 978-5-7793-1681-1.
22. Оксана Притыко. Искусство в НС Банке // Аналитический банковский журнал. — 2010. — № 4. — С. 23.